# Euphorbia royleana
Euphorbia royleana ist eine Pflanzenart aus der Gattung Wolfsmilch (Euphorbia) in der Familie der Wolfsmilchgewächse (Euphorbiaceae).

## Beschreibung
Die sukkulente Euphorbia royleana wächst als Strauch bis 5 Meter Höhe. Die fünf- bis siebenkantige Zweige stehen in Quirlen und werden bis 8 Zentimeter breit. Sie sind durch Einschnürungen in Abschnitte gegliedert. An den leicht gebuchteten Kanten befinden sich kleine Dornenschildchen. Es werden etwa 3 Millimeter lange Dornen ausgebildet. Die verkehrt eiförmigen und sitzenden Blätter werden 10 bis 15 Zentimeter lang und verbleiben an jungen Trieben länger.

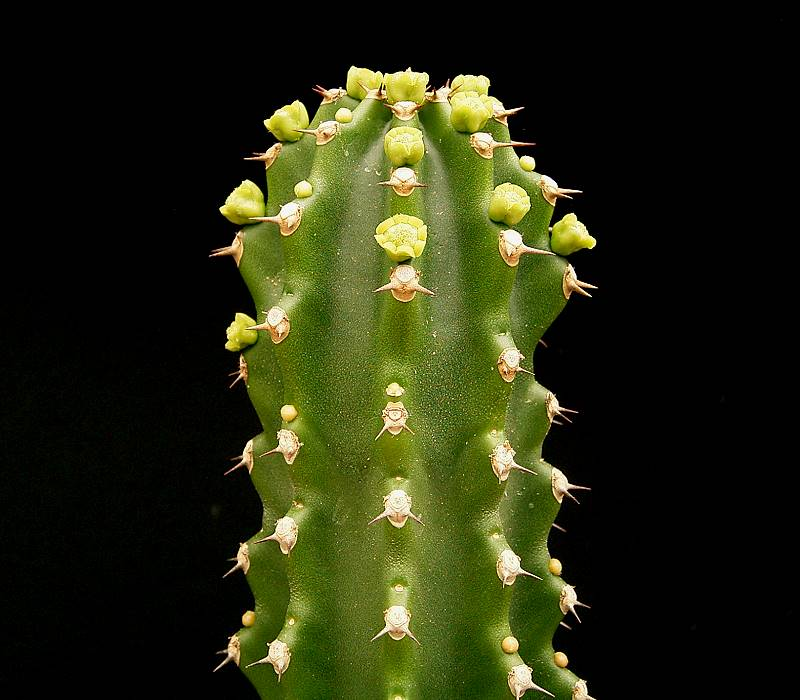
Blühender Trieb mit Einzelblüten

Der Blütenstand besteht aus einzelnen Cymen, die ein- bis zweifach gegabelt sind. An den sehr kurzen Blütenstandstielen befinden sich die bis 7 Millimeter großen Cyathien. Die länglichen Nektardrüsen berühren sich und sind grünlich gelb gefärbt. Die tief gelappte und rötliche Frucht wird bis 18 Millimeter groß und steht an einem hervorstehenden und 1,5 Zentimeter langen Stiel. Der kugelförmige Samen wird etwa 3 Millimeter groß.

## Verbreitung und Systematik
Euphorbia royleana ist im Nordosten von Indien verbreitet.
Die Erstbeschreibung der Art erfolgte 1862 durch Pierre Edmond Boissier. Als Synonym gilt Euphorbia pentagona Royle (1836).